# Cratere Cantor
Cantor è un cratere lunare di 75,72 km situato nella parte nord-occidentale della faccia nascosta della Luna.
Il bordo esterno del cratere presenta una caratteristica forma esagonale, leggermente allungata in direzione nord-sud; i pendii interni mostrano una serie di terrazzamenti, minori verso ovest. Al centro del pianoro interno è presente un rilievo minore.I dintorni del cratere sono pesantemente erosi, e mostrano numerosi piccoli crateri. Il vecchio ed eroso cratere H. G. Wells è visibile in direzione nord-ovest, mentre il cratere Kidinnu è situato più a sud-est.
Il cratere è dedicato al matematico tedesco Georg Cantor ed allo storico tedesco della matematica Moritz Cantor.

## Crateri correlati
Alcuni crateri minori situati in prossimità di Cantor sono convenzionalmente identificati, sulle mappe lunari, attraverso una lettera associata al nome.
| Cantor | Coordinate             | Diametro (in km) |
| ------ | ---------------------- | ---------------- |
| C      | 39°19′12″N 120°28′12″E | 21,48            |
| T      | 38°04′12″N 113°34′48″E | 22,41            |